# Jo van den Hoven
Jo van den Hoven (Tilburg, 30 oktober 1911 – Tilburg, 23 november 2001) was een Nederlands voetballer die als verdediger speelde.

## Interlandcarrière

### Nederland
Op 7 maart 1937 debuteerde Van den Hoven voor Nederland in een vriendschappelijke wedstrijd tegen Zwitserland (2 – 1 gewonnen).
| Interlands van Jo van den Hoven voor Nederland | Interlands van Jo van den Hoven voor Nederland | Interlands van Jo van den Hoven voor Nederland | Interlands van Jo van den Hoven voor Nederland | Interlands van Jo van den Hoven voor Nederland | Interlands van Jo van den Hoven voor Nederland |
| №                                              | Datum                                          | Wedstrijd                                      | Uitslag                                        | Soort Wedstrijd                                | Doelpunten                                     |
| Als speler bij LONGA                           | Als speler bij LONGA                           | Als speler bij LONGA                           | Als speler bij LONGA                           | Als speler bij LONGA                           | Als speler bij LONGA                           |
| ---------------------------------------------- | ---------------------------------------------- | ---------------------------------------------- | ---------------------------------------------- | ---------------------------------------------- | ---------------------------------------------- |
| 1.                                             | 7 maart 1937                                   | Nederland – Zwitserland                        | 2 – 1                                          | Vriendschappelijk                              | 0                                              |